# Callyspongia persculpta
Callyspongia persculpta är en svampdjursart som beskrevs av Wiedenmayer 1989. Callyspongia persculpta ingår i släktet Callyspongia och familjen Callyspongiidae. Inga underarter finns listade i Catalogue of Life.